# Refugio de Vida Silvestre Manglares Estuario Río Esmeraldas
Das Refugio de Vida Silvestre Manglares Estuario Río Esmeraldas befindet sich an der Pazifikküste von Ecuador. Das 2,43 km² große Schutzgebiet wurde am 13. Juni 2008 eingerichtet.

## Lage
Das Refugio de Vida Silvestre Manglares Estuario Río Esmeraldas befindet sich in der Provinz Esmeraldas. Das Schutzgebiet liegt an der linken Uferseite des Río Esmeraldas an dessen Mündung in den Pazifischen Ozean. Das Schutzgebiet grenzt im Westen direkt an die Provinzhauptstadt Esmeraldas.

## Ökologie
Im Schutzgebiet kommen drei Mangrove-Typen vor. Am stärksten ist der mangle blanco („weißer Mangrove“) vertreten. Es gibt jedoch auch mangle rojo („roter Mangrove“) und mangle negro („schwarzer Mangrove“). Ferner gibt es tropisches Trockengestrüpp (matorral seco tropical) im Schutzgebiet. Im Areal leben Graupelikane, Prachtfregattvögel, Kormorane und Reiher. 

## Infrastruktur
Das Schutzgebiet besitzt keine touristische Infrastruktur.